# 長野市立城山小学校
長野市立城山小学校（ながのしりつじょうやましょうがっこう）は、長野県長野市大字長野東之門町404番地の1にある小学校。善光寺や城山公園の至近に位置する。

## 沿革

### 年表
出典

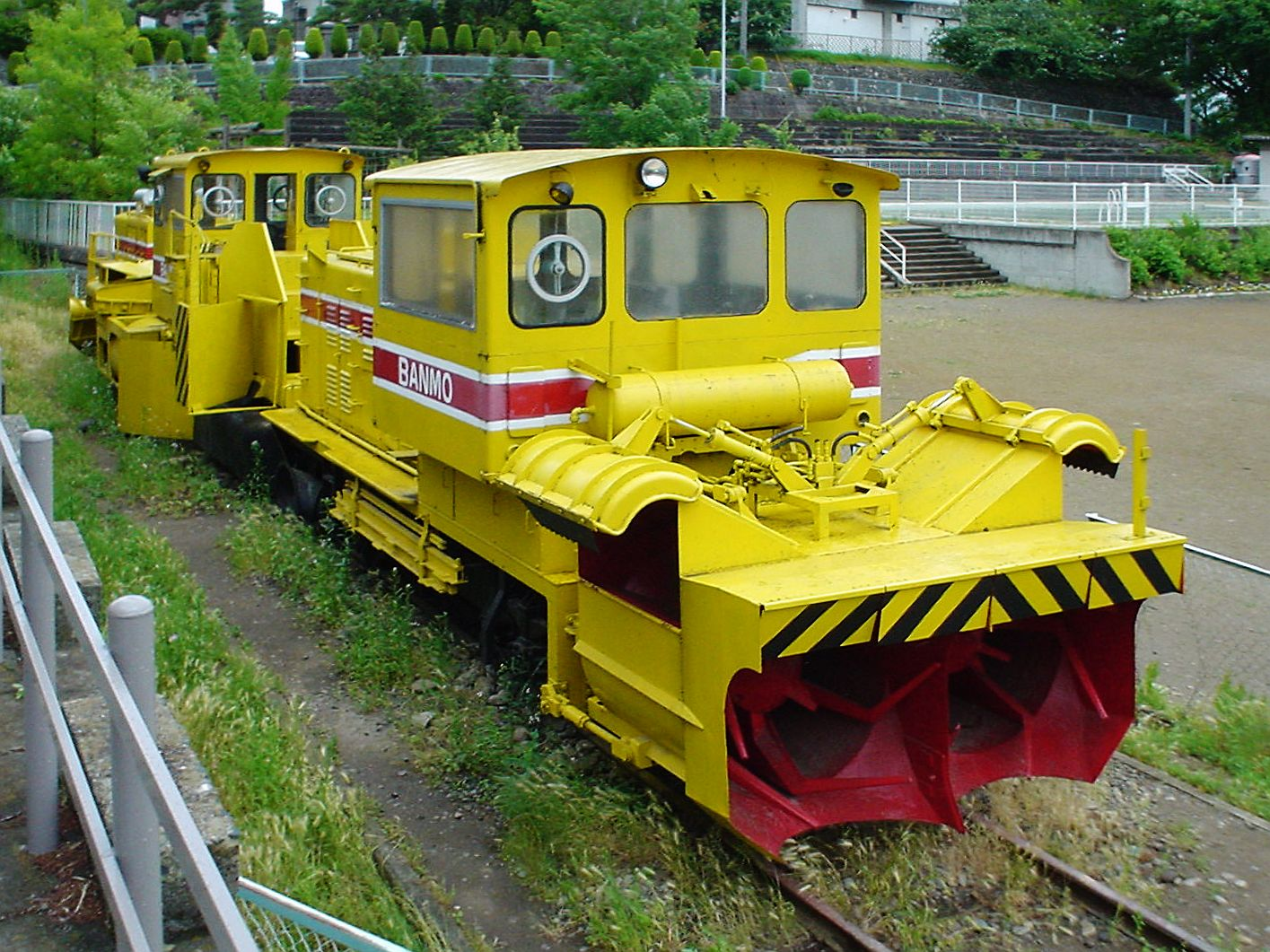
除雪車バンモ

- 1873年（明治6年） - 第一番長野学校として開校。校地は宝林院念仏堂。
- 1896年（明治29年） - 校地内に長野町立長野高等女学校（1903年移転、現・長野県長野西高等学校）開校。
- 1911年（明治44年） - 長野市城山尋常小学校となる。
- 1941年（昭和16年） - 城山国民学校となる。
- 1947年（昭和22年） - 長野市立城山小学校となる。
- 1947年（昭和22年）10月13日 - 昭和天皇が行幸（昭和天皇の戦後巡幸）[4]。校庭が市民奉迎場となる[5]。
- 1953年（昭和28年） - 校歌を制定する。
- 1955年（昭和30年） - 学区変更により、三輪小学校から、一部児童が本校に転籍[6]。
- 1970年（昭和45年） - 飯綱高原学校を新設する。
- 1978年（昭和53年） - 除雪車バンモを設置する。
- 1989年（平成元年） - 現在の学校目標を制定する。
- 2009年（平成21年）2月 - 北校舎耐震工事が完成する。
- 2011年（平成23年）8月 - 中校舎耐震工事が完成する。
- 2012年（平成24年）2月 - 南校舎・体育館建て替え工事の竣工式を行う。工事期間中の2010年度卒業式および2011年度入学式は清泉女学院体育館および信濃教育会講堂をそれぞれ利用した。

## 教育方針
出典
- 学校目標：「世界の人となる」 - 校歌の歌詞（作詞：土岐善麿）より
- 学校教育の具体目標：「桜と鳩と石畳」

モンゴルやサイパン、英国ハンプトン・ヒルとの国際交流教育を行っている。

## 通学区域
- 長野市
  - 大字長野花咲町、 大字長野往生地、大字西長野往生地の一部、大字長野横沢町、大字長野西町、大字長野上西之門町、大字長野西之門町、大字長野栄町、大字長野立町、大字長野若松町、大字長野長門町、大字長野伊勢町、大字長野横町、大字長野東之門町、大字長野岩石町、大字長野東町、大字長野元善町、大字長野大門町、大字長野箱清水、大字上松、上松一丁目の一部、上松二丁目、上松三丁目の一部、大字長野字新町、箱清水一丁目の一部、箱清水二丁目、箱清水三丁目、大字南長野諏訪町、三輪八丁目の一部、門沢、大字上ヶ屋の一部、大字富田[9]

## 進学先中学校
- 長野市立柳町中学校、長野市立西部中学校[9][10]

## 交通
長野電鉄長野線・善光寺下駅から直線距離で400メートル弱。